# 維托尼日
50°59′6″N 24°52′28″E / 50.98500°N 24.87444°E
維托尼日（羅馬化：Vitonizh），是烏克蘭的村落，位於該國西部沃倫州，由盧茨克區負責管轄，始建於1545年，面積1.62平方公里，海拔高度182米，2001年該村落人口379。